# اوکرینفورم
اوکرینفورم (اوکراینی: Українське національне інформаційне агентство) (انگلیسی: Ukrinform - Ukrainian National News Agency)، خبرگزاری دولتی اوکراین است، که در سال ۱۹۱۸ تأسیس شد.
این خبرگزاری نماینده اوکراین در اتحادیه خبرگزاری های اروپایی و اتحادیه خبرگزاری های دریای سیاه است.
خبرنگاران این خبرگزاری، علاوه بر اوکراین در کشورهایی نظیر آمریکا، چین، آلمان، ترکیه، کانادا، اتریش، لهستان و بلژیک فعال هستند.
این خبرگزاری به زبان های اوکراینی، روسی، انگلیسی، آلمانی، فرانسوی، اسپانیایی، چینی، ژاپنی و لهستانی فعالیت می کند. و به گفته خودش در آرشیو حدود پانصد هزار عکس از ۱۹۱۸ تاکنون نگهداری می شود. 